# Manzat (Gottheit)

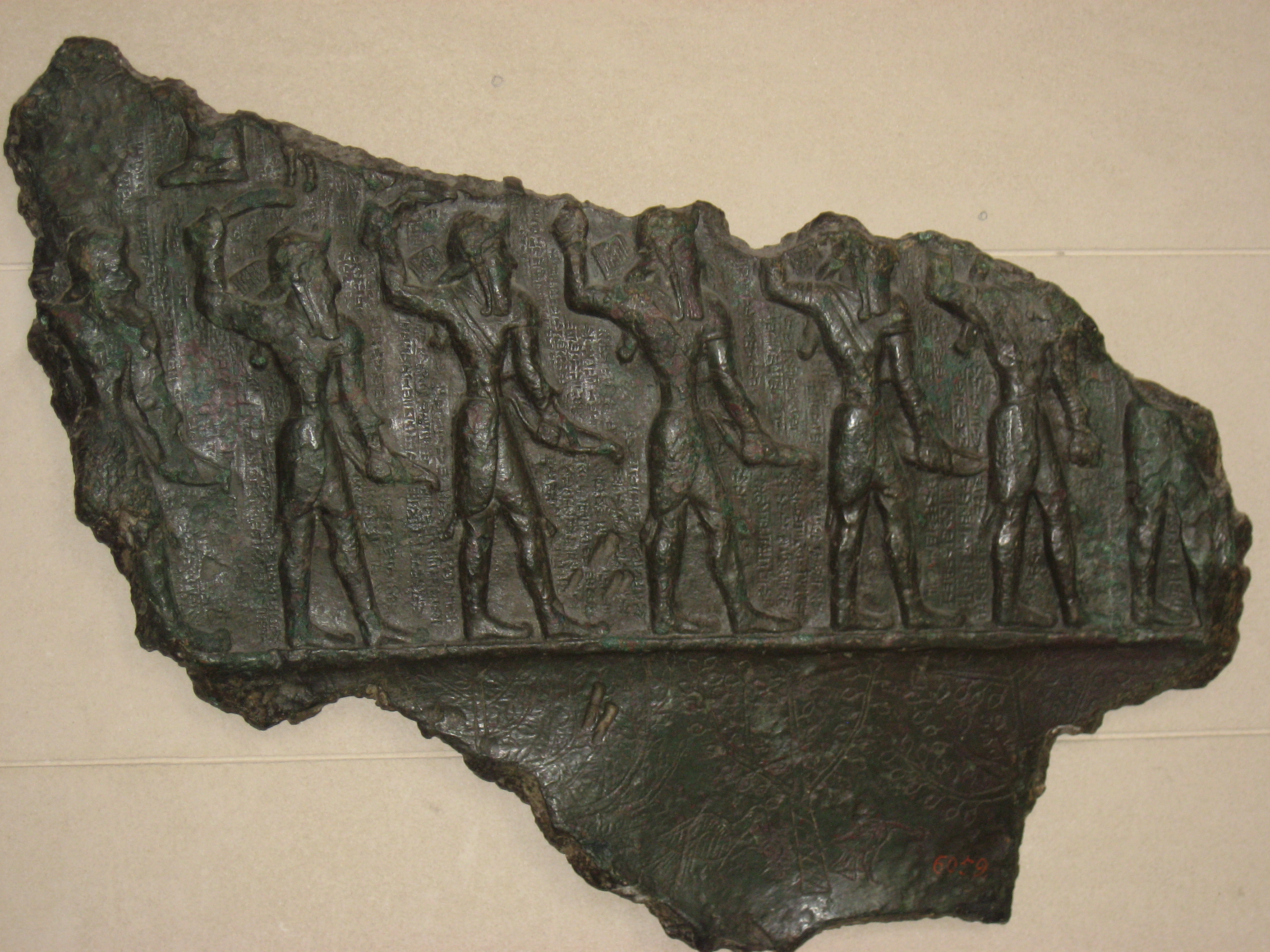
Relief aus der mittelelamischen Periode mit der Inschrift im Hintergrund, die Manzat aufführt. Louvre Inventarnummer SB 133

Manzat war eine elamische, sumerische und babylonische Gottheit. Von den Sumerern ist die ausgeschriebene Form Tiranna und von den Babyloniern das Logogramm dTIR.AN.NA überliefert. Manzat repräsentierte den Regenbogen und war verantwortlich für das Wohlergehen der Städte.
Manzat wurde im Tiefland in der Umgebung von Susa, im Speziellen im Gebiet von Hubshen, verehrt. Davon zeugen archäologische Funde in Deh-e Now and Tappeh Horreeye. In Mesopotamien war sie mit der sumerischen Stadt Der verbunden. Es gibt Hinweise, dass sie auch in Nippur, Larsa und anderen Städten verehrt wurde.

## Name
Die Gottheit Manzat wird in den elamischen Quellen als dMa-zi-a[t] transkribiert. Man findet auch dMa-za-at und dMa-an-za-at.
In der Weidner’s God List, die die überlieferten Götterlisten von der Ur-III-Zeit bis in die neubabylonische Zeit zusammenstellt, wird als alternativer Name von Manzat das Logogramm dTIR.AN.NA angegeben. Das Logogramm ist ebenfalls von der Meerland-Dynastie überliefert. Weitere Namen aus babylonischen Texten sind dMa-an-za-at und dMa-an-si-at.
Der Begriff Manzat wurde in der akkadischen Sprache als allgemeines Substantiv für Regenbogen verwendet. Die Sumerische Sprache kennt die Form Tir-anna (Bogen des Himmels) für die Gottheit, aber es scheint eine künstliche Herleitung zu sein. Denn das Zeichen TIR steht für qištu (Wald) und die zusätzliche Bedeutung (Bogen) entstand nur aufgrund der Ähnlichkeit mit dem akkadischen Wort qaštu (Bogen).

## Ursprung
Der Ursprung von Manzat ist in der Forschung umstritten. Gegenüber der älteren Forschung, die die ursprüngliche Manzat in Akkad ansiedelte, tendiert die neuere Forschung zu einer Herkunft von Elam. Für die veränderte Wahrnehmung der Forschung sorgt die Anerkennung von Falschdatierungen von akkadischen Überlieferungen, in denen Manzat aufgeführt ist. Mit der ursprünglichen Datierung wären die akkadischen Überlieferungen älter gewesen als die älteste elamische Quelle mit dem Vertrag eines elamischen Herrschers mit Naram-Sin. Zudem gibt es in den Archiven der dritten Dynastie von Ur, die etwa zeitgleich mit der ältesten elamischen Quelle angesiedelt werden können, derzeit keine Hinweise auf die Einführung elamischer Gottheiten. Hinweise auf Wanderbewegungen von Gottheiten in Mesopotamien liefern hingegen die Hurriter, die im 3. und 2. Jahrtausend v. Chr. an der Grenze zu Nordmesopotamien ansässig waren. Sie übernahmen eine andere elamische Göttin (Pinikir) von einem mesopotamischen Vermittler.

## Charakter
Wie bei Simut können Charaktereigenschaften von Manzat über Beinamen sichtbar gemacht werden. So nannte sie der elamische König Hutelutuš-Inšušinak in einer Inschrift an einem Türrahmen von Susa und auf einem gemeinsamen Schrein mit Simut Große Dame (za-na ri-ša-ar-ri). Über die Vermutung, dass Belet-ali identisch mit Manzat ist, kommt der elamische Beiname Dame der Stadt hinzu, der sie als Schutzherrin der Stadt auszeichnet.
Von Mesopotamien sind die Beinamen Herrin der Himmelsordnung (dNin-giš-hur-an-na), Sie, die die Stadt zum Blühen bringt (dUru-al-šar-ra), Gefährtin des Himmels (dTab-an-na) und Regenbogen (dTir-an-na) überliefert. Aus der Bibliothek des Aššurbanipal ist das Ušburruda-Ritual überliefert. Dort erscheint die Kralle des Regenboges (ri-it-ti man -zi-it). Der Ausdruck wird ebenfalls als Beiname von Manzat interpretiert.

## Verbreitung

### Elam
Die älteste Erwähnung von Manzat in Elam findet sich im Vertrag eines elamischen Herrschers mit Naram-Sin, wo sie als dma-zi-a(t) aufgeführt ist. Hinweise auf die Verehrung von Manzat sind vor allem aus dem elamischen Tiefland bekannt, insbesondere aus Susa und seiner Umgebung. Manzat wird zum Beispiel auf einem Bronzerelief aus der mittelelamischen Periode, die in Susa gefunden wurde, neben anderen Gottheiten wie Pinikir, Kiriša und Nahundi aufgeführt. Aus dieser Gegend gibt es für Manzat Überlieferungen von Deh-e Now und Tappeh Horreeye. Es ist möglich, dass Manzat an diesen beiden Orten die Stadtgottheit gewesen war. Auf mehreren akkadischen Inschriften auf Backsteinen hat der elamische König Igi-ḫalki überliefert, dass er einen hohen Tempel (kukunnu) für Manzat in Deh-e Now wiederhergestellt habe, damit sie ihm ein langes Leben und eine glückliche Herrschaft schenke. Von Shutruk-Nahhunte ist überliefert, dass er einen Tempel am selben Ort, der von seinen Vorgängern gebaut wurde, restauriert habe. Der gleiche König baute einen Tempel für Manzat und NIN.DAR(.A) in Tappeh Horreeye mit dem Wunsch, dass Manzat das Land von Hubshen glücklich machen werde. Kutir-Nahhunte III. stellte ebenfalls einen Tempel für Manzat in Hubshen wieder her.
Nach Inschriften der Könige Šutruk-Naḫḫunte II. und Hutelutuš-Inšušinak gab es in Susa Stätten der Verehrung von Manzat und Simut, die als Paar behandelt wurden. Vom Ausgrabungsort Haft Tappeh, 15 Kilometer südöstlich von Susa, sind zwei theophore Namen mit Manzat überliefert. Im Gegenzug dazu sind 22 theophore Namen vom selben Ort für Shimut als Spitzenreiter unter den 24 in Namen aufgeführten Gottheiten überliefert.
Es gibt keine Belege für Manzat aus Elam, die jünger als 1050 v. Chr. sind. Entweder wurde die Gottheit im 1. Jahrtausend v. Chr. in Elam nicht mehr verehrt oder sie erschien später unter einem derzeit nicht identifizierten alternativen Namen.

### Mesopotamien
Die Überlieferungen für Manzat in Mesopotamien sind spärlich. Der älteste Hinweis stammt von akkadischen theophoren Namen aus der Ur-III-Zeit in Girsu. Manzat wurde in Nippur und Larsa während der altbabylonischen Periode verehrt. Später wird sie unter den Gottheiten aufgeführt, die an Neujahrfeiern auf dem Gebiet der Meerland-Dynastie Opfer erhielten. Bei der Aufzählung der Opfergaben erscheint sie neben Inanna von Larsa. Es ist deshalb möglich, dass ihre Präsenz im Pantheon der Meerland-Dynastie einer andauernden Tradition der Stadt zu verdanken war. In den Dokumenten der Meerland-Dynastie erscheint ein einzelner theophorer Name der Gottheit.
Aus der altbabylonischen und mittelbabylonischen Periode sind Anbetungen von Manzat aus Nippur überliefert. Eine heilige Stätte mit unbekannten Namen war ihr gewidmet. Aus der Kassitenzeit sind zwei theophore Namen überliefert. In Babylon sind vier Schreine und aus der sumerischen Stadt Kesh ein Tempel mit dem Namen Haus des Regenbogens (dTIR.AN.NA) überliefert. Im späten 2. oder 1. Jahrtausend v. Chr. wurde Manzat in Der verehrt. Der Beleg stammt aus einer späten Hymne an Nanaya, die eine Liste von Stadtgöttinnen und Gattinnen von Stadtgöttern enthält.